# Helene Maynard White
Helene Maynard White (* 26. Mai 1870 in Baltimore; † nach 1926) war eine US-amerikanische Bildhauerin sowie Porträt- und Wandmalerin.

## Leben
White studierte an der Pennsylvania Academy of the Fine Arts in Philadelphia bei William Merritt Chase, Mary Nimmo Moran, Cecilia Beaux und Charles Grafly. Sie reiste nach Paris, wo sie ihre Studien fortsetzte. Hier fertigte sie einige Statuetten im Jugendstil und Stil des Art déco mit Titeln wie Horus, Oriental Lady With Umbrella oder Oriental Man. Sie kehrte später nach Philadelphia zurück, wo sie unter anderem Wandbilder in der St.-Andrew’s-Kathedrale in Philadelphia anlegte und zahlreiche Porträtbilder prominenter Personen malte.
Sie war Mitglied unter anderem im Plastic Club von Philadelphia, im Lyceum Club of New York und im Three Arts Club.

## Ausstellungen und Auszeichnungen
- Pennsylvania Academy of the Fine Arts Annuals 1901, 1906.
- Louisiana Purchase Exposition, St. Louis 1904, Preis.
- Int. Sculptors, Silbermedaille.
- AC Philadelphia, Preis.
- California, Medaille.
- Sesquicentennial Exposition, Philadelphia 1926.